# امین امیرالله‌اف
امین امیرالله‌اف (ترکی آذربایجانی: Emin Əmrullayev) سیاستمدار اهل جمهوری آذربایجان است، که در حال حاضر مسئولیت وزارت آموزش و پرورش این کشور را به عهده دارد.

## زندگی‌نامه
امین امیرالله‌اف در سال ۱۹۸۲ زاده شد. در میان سال‌های ۱۹۹۹ الی ۲۰۰۳ در رشته مدیریت دولت در آکادمی مدیریت عمومی تحت ریاست جمهوری آذربایجان تحصیل کرد. بعدها به تحصیلات خود ادامه داده و بین سالهای ۲۰۰۳ تا ۲۰۰۴ در رشته سیاست در دانشگاه اروپای مرکزی درس خواند. امین امیرالله‌اف مدرک کارشناسی ارشد خود را در رشته سیاست انرژی از دانشگاه کلمبیا (۲۰۱۰–۲۰۱۲) به دست آورد.

## کارنامه
امین امیرالله‌اف فعالیت‌های شغلی خود را در سال ۲۰۰۴ در «مرکز حقوق اروپا» واقع در بوداپست آغاز نموده و در محدوده زمانی ۲۰۰۵ الی ۲۰۰۷ به عنوان برنامه‌نویس در «خدمات امداد کاتولیک» فعالیت داشت. او بین سالهای ۲۰۰۵ تا ۲۰۰۹ در دانشگاه قفقاز آذربایجان به عنوان استاد مشغول به کار شد.
در سال ۲۰۱۳، امین امیرالله‌اف به عنوان رئیس قسمت تضمین کیفیت وزارت آموزش و پرورش جمهوری آذربایجان گماشته و تا یک سال دیگر در این سمت ابقاء شد. وی بین سالهای ۲۰۱۴ تا ۲۰۱۵ و ۲۰۱۵ الی ۲۰۲۰ به ترتیب معاونت بخش برنامه‌های توسعه و سپس ریاست آن را به عهده داشت.
امین امیرالله‌اف در سال ۲۰۲۰ سکان هدایت دانشکده تحصیل آذربایجان را در دست گرفت.
بنابه فرمان الهام علی‌اف، رئیس‌جمهوری آذربایجان، مورخ ۲۷ ژوئیه سال ۲۰۲۰، امین امیرالله‌اف به عنوان وزیر آموزش و پرورش این کشور منصوب شد.

## خانواده
امین امیرالله‌اف متأهل و دارای دو فرزند است.